# Хаттусили I
Лабарна II (затем Хаттусили I; Лапарнас, Хаттусилис) — царь Хеттского царства, правил приблизительно в 1650 — 1620 годах до н. э. Внук царя Куссара Пухасумы (Пу-Шаррумы)

## Упоминание в источниках и родственные отношения
Царствование Хаттусили I освещено значительным числом источников. К ним относятся несколько оригинальных надписей, наиболее важной среди которых является двуязычная, хеттско-аккадская «Летопись Хаттусили I». В тексте этой «Летописи», в титулатуре Хаттусили подчёркивалось, что он сын брата Тавананны, из чего ясно, что именно с личностью этой царицы были связаны его права на престол. Отношение его к предшествующему царю Лабарне I (если только тот действительно существовал) ни как не освещается. Не вполне понятно мог ли этот Лабарна I являться упомянутым братом Тавананны. В хеттской версии этого памятника Хаттусили I назван «царём Хаттусы, человеком Куссара»; его связь с городом Куссаром будет сохраняться в памяти потомков многие столетия, о чём свидетельствует генеалогия царя XIII века до н. э. Хаттусили III. В своей так называемой «Апологии» этот правитель упоминает древнехеттского тёзку, называя его своим предком и царём Куссара. Использование Хаттусили I титула «человек Куссара» уже после того как он стал «царём» в Хаттусе, может указывать только на то, что из Куссара происходили он сам и вся его династия, хотя данный город ни разу не упоминается в источниках в связи с кем-то из его предшественников. Однако, маловероятно, что эти правители были прямыми потомками Питханы и Анитты.
Первоначально Хаттусили носил царское имя Лабарна (II); новое имя Хаттусили он, вероятно, получил потому, что из стратегических соображений перенёс центр своего царства из Куссара на север в Хаттусу — город, который в своё время Анитта захватил и разрушил, и даже проклял тех из будущих правителей, кто вновь заселит уничтоженное им поселение. Если именно Хаттусили I перевёл столицу царства из Куссара в покинутую Хаттусу, то мы легко можем понять и объяснить, почему он сменил имя. Став из Лабарны Хаттусили, что в переводе означает «[Человек] Хаттусы», «Хаттуский», он тем самым прославил основание новой столицы. Своё новое имя Хаттусили стал использовать в сочетании со старым династическим именем — Лабарна.

## Подчинение Северной Сирии
Хаттусили был одним из виднейших царей-завоевателей Хеттского царства. События шести лет правления Хаттусили I кратко изложены в его «Летописи». Не совсем ясно идёт ли речь о первых шести годах. Несмотря на высокую ценность этой хроники, как исторического источника, её понимание, как и всех других хеттских исторических документов, сильно ограничено нашим незнанием местоположения многих из упомянутых в ней топонимов. Их локализация представляет собой дискуссионную проблему, которая несмотря на большое количество посвящённых ей исследований, ещё далека от разрешения.
Первый год, из шести лет описанных в летописи Хаттусили, был посвящён походам против Санавитты (аккад. Шахуитта) и Цальпара, очевидно, городов, которые лучше известны под названиями Санахвитта и Цальпа. С Санахвиттой связано одно из самых ранних известных событий хеттской истории — попытка знати заменить Лабарну I своим ставленником по имени Папахдилмах. Санахвитта, несомненно, располагалась в центральной части хеттского ареала, поблизости от гарнизонных городов Хапкис и Истахара, хотя точное расположение всей этой группы — то ли рядом с Амасьей в долине Канак Су, то ли в верхнем течении Галиса выше Сиваса — остаётся неясным. Особая связь Санахвитты с персоной царя подтверждается её упоминанием в табличке, содержащей наставления дворцовым служащим. Возможно, поселение было царской резиденцией. Нет никаких данных, объясняющих причину враждебности города по отношению к Хаттусили I на заре его правления. Вот как описывается этот поход в «Летописи»:

 «В город Санавитта я пошёл, но его не стал разрушать, а только опустошил область этого города. Я оставил своих воинов, чтобы они стояли постоем в других местах этой области, и загоны для скота, какие были в тех краях, я отдал воинам, стоявшим там постоем. 
Потом я пошёл походом на город Цальпу и я его разрушил, и я взял его богов и три крытых повозки и отдал их Солнечной Богине города Аринны (культовый центр Солнечной богини Вурунсему недалеко от Хаттусы). А изображение быка из серебра и серебряный кулак — знак власти я отдал храму Бога Грозы. А остальные изображения богов, всего их было девять, я отдал храму богини Меццула (хеттская богиня, дочь Богини Солнца и бога Грозы Тару)».— «Летопись Хаттусили I»
О Цальпе, в которой в дохеттский период находилась торговая колония ассирийских купцов, известно несколько больше. По всей видимости, она являлась одним из самых упорных противников Древнехетского царства периода его возвышения. С этим городом воевал ещё Анитта. О войнах царей Хатти против Цальпы повествует один сильно повреждённый  текст легендарного типа. Набег на Цальпу, отмеченный в записи о первом годе правления Хаттусили без упоминания о взятии города, вероятно, был всего лишь малым эпизодом конфликта, растянувшегося на многие годы. Локализация Цальпы тесно связана с определением места Тавинии, которая находилась рядом и являлась, очевидно, ближайшим к столице городом. Если Тавиния — это античный Тавиум, то Цальпа, вероятно, располагалась к югу или юго-востоку от Хаттусы. Однако более вероятное отождествление Тавинии с античной Тонеей, по всей видимости, вынуждает нас помещать этот город и целую группу других поселений, включая Цальпу, к северу от Хаттусы. В этом случае весьма привлекательной представляется идентификация Цальпы с современным Аладжа-Хююком, а Тавинии — с Эскияпаром. Если эта историко-географическая реконструкция верна, то походы первого года Хаттусили оказываются всего лишь операциями местного масштаба.
Тем более удивительно звучит описание событий второго года:

 «На следующий год я пошёл против Алхалхи (хет. Алалха) и разрушил её. После этого я пошёл в город Уршу (хет. Варсува), а из города Уршу пошёл против города Игакалиша. Из Игакалиша я пошёл против города Ташхинии (вар. Тишхинии). И на обратном пути из Уршу эти страны я опустошил, и взял из них имущество, и дом свой этим имуществом я наполнил до избытка».— «Летопись Хаттусили I»
Алалху едва ли можно отождествлять с каким-то иным городом, кроме Алалаха в Антиохийской долине. Таким образом, мы видим, что в начале своего правления Хаттусили I вёл военные действия на равнинах Северной Сирии. Больше всего удивляет отсутствие упоминаний о предварительной разведке, из чего можно заключить, что путь через горы Тавра уже находился под контролем хеттов. Местоположение области семи городов Лабарны, упоминаемых в указе Телепину, позволяет предположить, что этот путь пролегал через Киликийские Ворота, а поскольку Телепину называет страну Адания (что соответствует современной Адане) среди земель, потерянных хеттами после Хаттусили I, то правомерно предположить, что при этом царе им принадлежала и Киликия. Появление центральноанатолийской керамики в области Тарса было предложено рассматривать как признак хеттской экспансии в этом регионе примерно в то же время. Дополнительным аргументом в её пользу служит наличие хеттской крепости в Мерсине, относящейся приблизительно к XVII веку до н. э. Вторжение в Сирию через Киликию действительно наилучшим образом объясняет, почему именно Алалах пал первой жертвой хеттов, в то время как Халеб остался нетронут. 
Хаттусили I утверждает, что разрушил Алалах в ходе похода второго года. Но археологические раскопки не подтверждают разрушение города во времена правления Хаттусили. Современником Хаттусили являлся царь Алалаха Аммитакум, после которого правили ещё два его преемника Хаммурапи и Иркабтум. Археологический слой, который соответствует правлению Иркабтума, носит следы разрушений, но это надо уже отнести ко времени правления преемника Хаттусили Мурсили I. Вероятно, этот поход был предпринят с целью ограбления и захвата добычи, и Хаттусили не ставил себе в задачу разрушить город. В связи с этим примечательно полное отсутствие упоминаний о Халебе, царь которого должен был бы прийти на помощь своему вассалу, правителю Алалаха, или, по крайней мере, как-то воспрепятствовать проходу хеттской армии по своим территориям. Возможно, Хаттусили осуществил вторжение в благоприятный для себя момент, когда в Халебе шла династическая междоусобица. Воспользовавшись ею, правитель Алалаха  Аммитакум провозгласил независимость от Халеба, в силу чего уже не мог рассчитывать на помощь с его стороны в момент опасности.
После покорения Алалаха Хаттусили напал на Уршу, Игакалиш и Ташхинию. Местоположение двух последних областей неизвестно, в то время как Уршу с достаточно высокой степенью уверенности можно помещать на западном берегу Евфрата к северу Каркемиша. О войне с Уршу, помимо летописи, повествует также ещё один текст, написанный на аккадском языке и дошедший до нас в хорошей сохранности. Данное произведение, получившее название «Осада Уршу», представляет собой серию анекдотов о неумелых хеттских военачальниках; вместе с тем его значение как исторического источника весьма велико. Так как с ходу взять Уршу хеттам не удалось, они приступили к её длительной осаде. Хеттский царь руководил военными действиями из города Лухуццантия (позднее Лаваццантия; город в предгорьях Тавра в восточной Киликии, предположительно отождествляется с теллем Карахююк рядом с современным Эльбистаном). Упоминание Лухуццантии в тексте об осаде Уршу, подразумевает, что этот город к тому времени уже находился в руках хеттов. Уршу поддерживает связи или даже, скорее, находится в союзе со страной Хурри, городами Халеб, Аруар (Зуруар), а также, возможно, Каркемишем, отряды которых заняли господствующую над городом гору и ведут оттуда наблюдение. Все перечисленные государства держат в Уршу своих послов, и хетты не в состоянии воспрепятствовать их свободному проходу. В определённый момент гонец приносит в расположение хеттской армии известие, что у хурритов возникла династическая междоусобица, — явно благоприятный момент для решительного наступления на Уршу. Однако хеттский военачальник, ведущий осаду, действует нерасторопно и упускает этот шанс. Текст не имеет окончания и дальнейший ход событий не ясен. Но, по всей видимости, сосредоточив большие воинские силы (текс об осаде Уршу упоминают 80 боевых колесниц и 8 войск) и применив все достижения военной техники того времени (башни, тараны, «гору», окопные работы), хеттам удалось взять и Уршу. Северная Сирия конца XVII века до н. э. была страной более богатой, чем Малая Азия и здесь, помимо обычных стад, Хаттусили захватил много серебряных скульптур и других ремесленных изделий, которыми затем украсил строившиеся им храмы и дворцы. В летописи не говорится, возвращался ли Хаттусили домой той же дорогой, по которой пришёл в Сирию или избрал иной маршрут.

## Вторжение хурритов
На следующий год (3-й в летописи) Хаттусили выступил в поход против страны Арцава. Это первое упоминание царства, которое позже стало самым серьёзным противником хеттских царей в их борьбе за гегемонию на Анатолийском полуострове. Оно располагалось на западе или юго-западе от Хаттусы, а его столицей был город на морском побережье. Нет никаких сомнений, что этот поход был крупным военным предприятием Хаттусили; летопись царя отмечает захват огромных стад быков и овец. Однако его отлучка на запад была воспринята врагами на востоке как удобный момент для нападения. В Хеттское царство вторглась армия страны, которая в аккадской версии летописи фигурирует как «Ханигальбат», а в хеттской — как «Хурри». Эти два термина неизменно обозначают в хеттских текстах державу хурритов, расположенную к востоку от Евфрата, границы которой могли меняться в зависимости от периода. В результате этого нашествия от  Хаттусили отложились многие подвластные ему восточные области. Анналы Хаттусили говорят, что только город Хаттуса остался верен ему. Вероятно, хурриты были призваны на помощь мелкими царьками Малой Азии и Северной Сирии, которые сами не располагали войсками, способными остановить наступление хеттов. Один фрагментарный древнехеттский текст прямо сообщает о призвании хурритов на помощь страной Иланцуру (расположена к западу от Евфрата, в направлении Халеба). Текст говорит, что: «когда мы (то есть хетты) страну Иланцуру притеснили (то есть поставили перед угрозой завоевания), то царь Иланцуры к царям (то есть племенным вождям) войска Хурри — к Уванти, Урутитти, Арка[…] и Увагаццани обратился за помощью, и в качестве подарков послал им золотые кубки». Не исключено, что хурриты нанесли удары тогдашней столице — Куссару, а также другим крупным городам хеттов. Возможно, что именно это нападение послужило решающим поводом для перенесения политического и административного центра из Куссары в Хаттусу.

## Подавление мятежей, вызванных нашествием хурритов
Хаттусили отразил нашествие хурритов и приступил к усмирению подвластных стран, восставших во время их нашествия. В летописи под 4-м годом упоминаются три города, ставшие объектом мести хеттского царя. Первоначально он добился покорности от города Ненассы (город к югу от Галиса, на пути из Каниша к озеру Туз), который добровольно отворил ему ворота. После чего хетты двинулись в страну города Ульма (Уламма, Уллумма; город к югу от Галиса, западнее Ненассы, на пути из Каниша к озеру Туз), в двух сражениях разгромили мятежников, опустошили страну и разрушили город. На обратном пути из Ульмы Хаттусили сжег город Салахсуву (возможно аккад. Шахшува; город между средним Галисом и верхним Евфратом), а его жителей обратил в рабство. Сообщения о военных действиях против них лаконичны, но, судя по этим сообщениям, Хаттусили удалось выправить ситуацию в свою пользу, после чего он возвратился в Хаттусу, уже как в свою столицу.
В следующем году (5-м в летописи) Хаттусили, по-видимому, был занят военными действиями местного масштаба:

На следующий год я пошёл для сражения в город Санахвит. Пять месяцев осаждал я город Санахвит. На шестой месяц я его разрушил. Великий царь в сердце своем возликовал. Богиня Солнца города Аринны охраняет всю страну. И все те мужественные подвиги, которые царь совершил, и всё, что в походах добыто, я посвятил Богине Солнца города Аринны.
 …Я пошёл в город Аппая. И свои боевые колесницы в страну города Уммая я повернул. И на месте этого города я посеял сорную траву. И я взял у них быков и овец.
 И я вошёл в город Парманна. А царь города Парманна возглавил царей других городов. И он сравнял друг с другом пути всех городов (то есть добился их объединения). Когда они только завидели меня издали, то ворота города они отворили. В то время Богиня Солнца небесная меня за руку держала. И в область города Алаххи я пошёл. И город Алаххи я разрушил».— «Летопись Хаттусили I»
Город Санахвит, вероятно тождественен Санахвитте, не покорившемся хеттам четырьмя годами раньше. На этот раз город был взят после шестимесячной осады. Что касается городов Аппая, Уммая, Парманна и Алаххи, то установить их точное местоположение не представляется возможным.

## Возобновление войны в Сирии
Подавив мятежи в восточных и юго-восточных областях своего царства, Хаттусили возобновил военные действия против городов-государств Северной Сирии. Его целью был город Хашшу (хеттск. Хассува) — столица одноимённого хурритского царства, располагавшаяся, вероятно, непосредственно на левом берегу Евфрата. Тремя годами раньше Хашшу, по-видимому, оказало поддержку вторжению на хеттские земли, что теперь давало хеттам законное основание для мести. Город Зарунти (хеттск. Царуна), лежавший на пути продвижения их войска, первый подвергся разрушению. Хашшу оказало сопротивление и получило помощь со стороны Халеба (или, как её еще называют, Хальпы), которая впервые упоминается на этом месте летописи. Решающая битва произошла у горы Адалур, отождествляемой с северными отрогами хребта Аманус. Хетты наголову разгромили своих сирийских противников, после чего пересекли Евфрат и разрушили Хашшу.
Тут ему пришлось столкнуться с царством Ямхад (со столицей Халап/Хальпа), осуществляющим здесь местную гегемонию. На 6-м году Хаттусили захватил город Зарунти (хеттск. Царуна) и разрушил его. После чего хеттское войско выступило в поход против крупного города Хашшу . На помощь Хашшу поспешил царь Хальпы Яримлим III с двумя полководцами: Зуграши (хеттск. Цукраси) — начальником отрядов «Укуш» и Залуди (хеттск. Цалути) — начальником «войска Манды» (Умман-Манда — термин, то и дело появляющийся в клинописной литературе разных эпох, остаётся загадочным. Войско Манды издавна было полубаснословным наименованием северного, подвижного «варварского» народа, то одного, то другого в зависимости от исторических условий. В позднейшие времена им называли то киммерийцев и скифов, то мидян, но кто им обозначался первоначально, неизвестно). В горах Адалур (к северу от Каркемиша) Яримлим был разгромлен и там, по-видимому, погиб, как об этом сообщает документ из алалахского архива, предводитель халапских отрядов «Укуш» Зуграши. Хеттское войско по пятам преследовало противника, через несколько дней переправилось через реку Пуруна (аккад. Пуран, возможно это Евфрат, хотя обычное хеттское название Евфрата это не Пуруна, а Мала) и нанесло ему поражение в его собственной стране. Город Хашшу был разрушен и предан огню, а Хаттусили лично отрубил голову сыну правителя этого города. После чего хетты заняли город Циппасна и подступили к городу Хахха (хеттск. Хаххум, около соврем. Самсата) и, выиграв три сражения на подступах к этому городу, захватили его. В своих анналах Хаттусили сообщает, что город Хахха не удалось сжечь даже Саргону Аккадскому, между тем как он, Хаттусили, не только сжёг Хахху, но впряг царя Хаххи и царя Хашшу как упряжных быков в свою колесницу.

## Мирный договор с Ямхадом
Анналы Хаттусили I описывают лишь первые годы его правления. О других событиях его царствования мы можем строить предположения лишь на основе кратких и неясных намёков в хеттских документах того времени, некоторые из которых, по-видимому, отсылают к описанным выше походам. Дополнительным источником служат литературные тексты, в которых исторический материал часто смешивается с анекдотами из повседневной жизни, а иногда — с элементами сверхъестественного. Хаттусили I оказался запечатлён в памяти последующих поколений прежде всего как покоритель Сирии, которому противостояло могущественное царство Ямхад с центром в Халебе. В договоре новохеттского периода, заключенном между хеттским царём Муваталли II с правителем Халеба Тальми-Шаррумой, говорится: «В прежние времена цари Халеба владели великим царством. Хаттусили привёл их царство к концу, а Мурсили разрушил его». Согласно общепринятому мнению, второе предложение этого отрывка подразумевает, что Хаттусили только начал наступление против Халеба, уменьшив его территории и, соответственно, значение как «великого царства» (на подобный статус сами хетты ещё не претендовали). Были, видимо, разгромлены Каркемиш, Заруар, Хурпана, Аштата — северные союзники Халеба. Борьба против Ямхада носила весьма ожесточенный характер. Однако компания в целом не достигла решающего успеха, а царь, возможно, получил тяжёлое ранение в её ходе. Во фрагментах надписи, содержащей обобщённое изложение войн против Халеба, говорится:

 «Мурсили выступил [против Хальпы], дабы отомстить за [кровь] своего отца. И поскольку Хаттусили завещал [своему сыну] свести счёты с Хальпой, тот покарал царя Хальпы».
В своём указе Хаттусили I грозит Халебу разрушением:

 «Человек (правитель) города Цальпа отверг слово отца (то есть хеттского царя) — смотри, что стало с городом Цальпа! Человек города Хассува отверг слово отца — смотри, что стало с городом Хассува! Теперь человек города Хальпа отверг слово отца, и город Хальпа должен быть уничтожен».
В конце концов, видимо, между хеттами и Халапом был заключен мирный договор. Плохо сохранившийся текст рассказывает вроде бы о том, что Яримлим III и его наследник Хаммураби, принесли Хаттусилису клятву верности.

## Разлад внутри царской семьи
Государство Хаттусили было весьма рыхлым образованием. Даже на важнейших государственных чиновников и военачальников он не всегда мог полагаться. Заговоры и интриги постоянно потрясали семью самого Хаттусили. Сначала заговор устроил его сын Киццувас, правитель города Пурусханты. Заговор был раскрыт и заговорщиков схватили. Потом поднялись «рабы князей» и стали уничтожать «дома князей». Восстание подавили, но некоторые из сыновей Хаттусили в ходе его потеряли жизнь. Особенно осложнились семейные дела Хаттусили, когда царь постарел и стал часто болеть. Вначале поднялись жители городов Синахува и Убария, желавшие возвести на трон одного из сыновей Хаттусилиса. Хаттусилис подавил этот мятеж. Затем развел интриги сын Хаттусили Хуцция, правитель города Таппасанда (город на юге Малой Азии, в Лувии). Царю пришлось его сместить.
После этого дочь Хаттусили и вельможи Хаттусы возмутили против царя столицу и развязали гражданскую войну. Хаттусили вышел в войне победителем и сослал дочь в Куссар, но она и там организовала заговор. Её схватили и лишили всех прав царевны. Желая положить конец интригам, Хаттусили назначил престолонаследником сына своей сестры — молодого Лабарну (III). Но тот затеял заговор с целью убийства царя. Хаттусилис схватил заговорщиков. Лапарнаса лишили всех прав члена царской семьи, а наследником трона и соправителем больного Хаттусили был объявлен несовершеннолетний внук царя Мурсили. Панкус (собрание знати и воинов) присягнули Мурсили в городе Куссар — старой столице государства.
Это возмутило сыновей Хаттусили, которые решили убить Мурсилиса, а на трон возвести Лапарнаса III. Они выступили, когда Мурсилис стал совершеннолетним и стало ясно, что престарелый Хаттусилис, несмотря на свои болезни, может прожить ещё довольно долго. Однако Хаттусили I и Мурсили I разгромили заговорщиков. Лапарнас III бежал к сыну Хаттусили Хаппи, который правил в Цальпе (на берегу Чёрного моря). Терпение Хаттусили закончилось и он приступил к казням заговорщиков, невзирая на родственные узы. Хаттусили потребовал выдачи Лапарнаса III, однако Хаппиc отказал отцу. Мурсили I выступил на Цальпу. В битве при Харахсе армия Хапписа и Лапарнаса была разгромлена. Остатки мятежников укрылись в Цальпе, но на их счастье Мурсилис не пошел на Цальпу, а повернул на юг. Видимо, восстания и мятежи полыхали по всей стране. Только три года спустя Хаттусили и Мурсили вновь появились с армией под Цальпой и осадили город. Мурсили вскоре ушёл воевать против Ямхада и Хассувы, которые развернули боевые действия на юго-востоке, а Хаттусили остался осаждать Цальпу. Осада этого города шла два года. Когда же Цальпа пала, Хаттусили I разрушил город и вернулся в Хаттусу, где вскоре и умер. Мурсили I в это время осаждал в Сирии Халпу (Халап) — столицу государства Ямхад.
Женой Хаттусили I часть хеттологов ранее считала царицу Хастаяр. В хеттских же источниках женой Хаттусили названа Каттуси (Каддуши)), которая называется также и женой царя Лапарнаса. На основании этого эти исследователи считают Хаттусили I и Лапарнаса I одним лицом, так как по их мнению Тавананнас и Каддусис — это одно лицо. Однако Хастаяр — это дочь Хаттусилиса (и мать Мурсилиса II). Имеются и тексты, из которых следует, что тавананна (вариант наннас) и Каттус — это разные люди (KUB XI 4; Bo422).
(Источники: хеттские тексты Хаттусили и его времени).
| Древнее царство           |                                      |                     |
| Предшественник: Лабарна I | царь хеттов ок. 1650 — 1620 до н. э. | Преемник: Мурсили I |